# Cryphia saturiator
Cryphia saturiator là một loài bướm đêm trong họ Noctuidae.